# Acetanaerobacterium elongatum
Acetanaerobacterium elongatum ist eine Bakterienart. Es wurde aus industriellem Abwasser isoliert. Es könnte für die Produktion von Wasserstoff (H2) interessant sein.

## Merkmale
Die Zellen von Acetanaerobacterium elongatum sind stäbchenförmig, mit einer Größe von 0,2–0,4 × 4–8 μm. Eine Sporenbildung findet nicht statt. Die Art ist durch eine polare Geißel beweglich. Auf Hefeextrakt-Pepton-Glucose (PYG-Agar) wachsen die Zellkolonien als weiße, durchscheinende, glatte und leicht konvexe Kreise mit einem Durchmesser von 1,5–3 mm nach 72 h Inkubation bei 37 °C.
Die Gram-Färbung fällt positiv aus, was ein typisches Merkmal von Arten innerhalb der Abteilung der Bacillota (früher als Firmicutes bezeichnet), wozu auch Acetanaerobacterium elongatum zählt, ist.

## Stoffwechsel und Wachstum
Acetanaerobacterium elongatum nutzt organische Verbindungen als Energiequelle, es ist Chemoorganotroph. Es ist strikt anaerob, toleriert also keinen Sauerstoff.
Es fermentiert eine Vielzahl von Mono-, Di- und Oligosacchariden.
Bei der Fermentation des Monosaccharids Glucose sind Hauptprodukte Acetat, Ethanol, Wasserstoff (H2) und Kohlendioxid (CO2).
Die Verbindungen Laktat, Propionat und Succinat werden nicht gebildet. A. elongatum verwendet Aminosäuren und Peptide als Stickstoffquelle, jedoch keine anorganischen Stickstoffquellen wie Ammoniumchlorid (NH4Cl) oder Ammoniumsulfat (NH4)2SO4. Der Oxidase-Test und der Katalase-Test verläuft negativ.
Gelatin und Esculin werden von dem Bakterium genutzt (hydrolysiert). Eine Dihydrolase für Arginin ist vorhanden, aber eine Lecithinase- oder Lipaseaktivität wurde nicht beobachtet.
Der Temperaturbereich für das Wachstum liegt bei 20–42 °C (mesophil).
Wachstum erfolgt bei neutralem pH-Wert (optimal ist ein pH-Wert zwischen 6,5 und 7,0).

## Mögliche Nutzung
Acetanaerobacterium elongatum könnte für die Energiewände durch die Produktion von H2 durch Biogasanlagen interessant sein. Der erneuerbare Wasserstoff stellt eine klimafreundliche Energiequelle dar. Es wurde eine Untersuchung der Nutzung von A. elongatum zusammen mit den Bakterienarten Ruminobacillus xylanolyticum und Clostridium populeti für die fermentative Wasserstoffproduktion durchgeführt.

## Systematik
Die Gattung Acetanaerobacterium gehört zur Familie Oscillospiraceae innerhalb der Ordnung Eubacteriales (Klasse Clostridia). Basierend auf phylogenetischen Analysen mittels 16S rRNA-Sequenzierung ist es eng verwandt mit den Gattungen Clostridium, Ruminococcus, Anaerofilum und Eubacterium.

## Genutzte Literatur
- Xiuzhu Dong: Acetanaerobacterium elongatum In: Bergey's Manual of Systematics of Archaea and Bacteria. 1. Auflage. Wiley, 2015, ISBN 978-1-118-96060-8, doi:10.1002/9781118960608.gbm00670 (wiley.com [abgerufen am 26. März 2025]).
- Ya-Chieh Li, Marika E. Nissilä, Shu-Yii Wu, Chiu-Yue Lin, Jaakko A. Puhakka: Silage as source of bacteria and electrons for dark fermentative hydrogen production. In: International Journal of Hydrogen Energy. Band 37, Nr. 20, Oktober 2012, S. 15518–15524, doi:10.1016/j.ijhydene.2012.04.060 (elsevier.com [abgerufen am 15. März 2025]).